# Iotrochota atra
Iotrochota atra är en svampdjursart som först beskrevs av Whitfield 1901.  Iotrochota atra ingår i släktet Iotrochota och familjen Iotrochotidae.
Artens utbredningsområde är Bahamas. Inga underarter finns listade i Catalogue of Life.